# Твитосаурус
Твитосаурус је српски филм из 2025 године у режији Ивице Видановића.
Филм је премијерно приказан на 49 фестивалу филмског сценарија у Врњачкој Бањи.

## Радња
Комедија Твитосаурус је пародија савременог начина живота, заснована на сукобу двеју генерација унутар једне грађанске српске породице, генерација чије међусобно разумевање је постало потпуно немогуће оног тренутка када су друштвене мреже исплеле своју мрежу између њих.

## Улоге
| Глумац           | Улога |
| ---------------- | ----- |
| Младен Нелевић   |       |
| Ваја Дујовић     |       |
| Марко Гверо      |       |
| Весна Станојевић |       |
| Петар Новаковић  |       |